# (3982) Kastelʹ
Pour les articles homonymes, voir Kastel (homonymie).
(3982) Kastelʹ est un astéroïde de la ceinture principale.

## Description
(3982) Kastelʹ est un astéroïde de la ceinture principale. Il fut découvert le 2 mai 1984 à Naoutchnyï par Lioudmila Karatchkina. Il présente une orbite caractérisée par un demi-grand axe de 2,26 UA, une excentricité de 0,22 et une inclinaison de 5,3° par rapport à l'écliptique.
Il est nommé d'après l'astronome soviétique Galina Ričardovna Kastelʹ.

## Compléments